# Người bạn cũ của nhân dân Trung Quốc
Người bạn cũ của nhân dân Trung Quốc (giản thể: 中国人民的老朋友; phồn thể: 中國人民的老朋友; Hán-Việt: Trung Quốc nhân dân đích lão bằng hữu), hay còn gọi là Người bạn lâu năm của nhân dân Trung Quốc, là thuật ngữ ngoại giao đặc biệt được Đảng Cộng sản Trung Quốc, chính phủ Trung Quốc và giới lãnh đạo chủ chốt sử dụng để mô tả những người bạn quốc tế đã có đóng góp cho công cuộc xây dựng đất nước Trung Quốc. Từ năm 1949 đến năm 2010, có 601 người nước ngoài đến từ 123 quốc gia trên 5 châu lục được gọi là "người bạn lâu năm" trên tờ Nhân dân nhật báo. Một trong những người đầu tiên được nhắc đến là James Gareth Endicott, mục sư người Canada ủng hộ Cách mạng Cộng sản Trung Quốc. Lần đầu tiên Đảng Cộng sản Trung Quốc công khai sử dụng cụm từ "người bạn cũ của nhân dân Trung Quốc" là vào năm 1956, khi thuật ngữ này xuất hiện trên Nhân dân nhật báo để mô tả Endicott.
Số lượng quốc tịch của những người bạn nước ngoài được mô tả là "người bạn cũ của nhân dân Trung Quốc" đã tăng từ 9 quốc tịch vào thập niên 1950 và 1960 lên 24 quốc tịch vào thập niên 1990, và tiếp tục tăng lên 29 quốc tịch trong thế kỷ 21.
Với sự thay đổi trong chính sách đối ngoại của Trung Quốc, khái niệm "người bạn cũ của nhân dân Trung Quốc" qua các thời kỳ cũng ám chỉ những nhóm người khác nhau. Thế hệ "bạn cũ" đầu tiên, tiêu biểu là Edgar Snow và Mã Hải Đức, là những người nước ngoài từng đến thăm Diên An trong Chiến tranh Trung – Nhật lần thứ hai và trợ giúp Cách mạng Cộng sản Trung Quốc. Thế hệ "bạn cũ" thứ hai, đại diện là Norodom Sihanouk, là giới lãnh đạo của Thế giới thứ ba và khối Đông Âu đã ủng hộ lẫn nhau trên trường quốc tế sau khi nước Cộng hòa Nhân dân Trung Hoa được thành lập vào năm 1949. Thế hệ "bạn cũ" thứ ba, tiêu biểu là Henry Kissinger và Richard Nixon, là các cá nhân và chính khách nước ngoài đã góp phần vào bình thường hóa quan hệ ngoại giao của Trung Quốc trong thập niên 1970. Trong cuộc gặp với Kissinger tại Bắc Kinh vào tháng 7 năm 2023, Tổng Bí thư Đảng Cộng sản Trung Quốc Tập Cận Bình đã nói: “Nhân dân Trung Quốc không bao giờ quên những người bạn cũ của mình, và quan hệ Trung – Mỹ sẽ luôn gắn liền với cái tên Henry Kissinger.” Thế hệ "bạn cũ" thứ tư, đại diện là George H. W. Bush và Jacques Chirac, là những người sau thời kỳ cải cách và mở cửa đã giúp Trung Quốc hội nhập vào trật tự thế giới và khẳng định vị thế trên trường quốc tế.
Trong các bài phát biểu về chính sách đối ngoại, Tập Cận Bình thường nhắc đến những ví dụ về "những người bạn nước ngoài của Trung Quốc" để ghi nhận sự hy sinh của các quốc gia khác khi họ chi viện cho sự nghiệp giải phóng dân tộc của Trung Quốc, đặc biệt là trong Chiến tranh Trung – Nhật lần thứ hai.(tr42) Ví dụ, trong những chuyến thăm ngoại giao đến các nước, ông Tập đã ca ngợi đóng góp của những nhân vật như Claire Lee Chennault, Norman Bethune, Dawarkanath Kotnis, và các phi công Liên Xô.(tr42)